# Solus
Solus（曾经叫作Evolve OS）是一个独立开发的操作系统，基于Linux内核用于x86-64架构，可选择自产的Budgie桌面环境，或者GNOME、MATE、KDE Plasma作为桌面环境。它的包管理器eopkg，基于来自Pardus Linux的PiSi包管理系统，并有着準滚动发行模式，每周五都有新的包更新登陆于稳定软件仓库中。Solus的开发者表示，Solus旨在專用於个人电脑，而不包括只对企业或服务器环境有用的软件。

## SolusOS
SolusOS，是基于GNU/Linux的Linux发行版。该发行版致力于制作一个对新手友好的发行版。SolusOS（codename "Eveline"） 1.0版于2012年5月9日正式发布。2013年，SolusOS停止開發，並於2015年被獨立發行版Solus取代。

## 引用
1. ↑  . 2025年1月26日  [2025年1月29日] （英語）.
2. 1 2  . getsol.us. Solus Project.   [27 March 2017]. （原始内容存档于2020-09-12）.
3. ↑  . github.com. GitHub.   [3 May 2020]. （原始内容存档于2020-09-16）.
4. ↑  . getsol.us. Solus Project.   [3 May 2020]. （原始内容存档于2020-08-07）.
5. ↑  . getsol.us. Solus Project.   [3 May 2020]. （原始内容存档于2020-08-07）.

Notes:
1. ↑  Ikey Doherty曾是Solus计划的领导开发者和创立者。